# Aperanat
'Aper-'Anati (también escrito Aper-Anat y Aperanat) fue un gobernante del Bajo Egipto durante el segundo periodo intermedio a mediados del siglo XVII a. C., a. 1612-1603 a. C.. Según Jürgen von Beckerath fue el segundo rey de la 16ª dinastía y vasallo de los reyes hicsos de la 15ª dinastía. Esta opinión ha sido discutida por Kim Ryholt. En su estudio de 1997 sobre el segundo periodo intermedio, Ryholt argumenta que los reyes de la 16ª dinastía gobernaban un reino tebano independiente c.1650–1530 a. C. Consiguientemente, Ryholt ve a 'Aper-'Anati como un temprano rey hicso de la 15.ª dinastía; quizás su segundo gobernante. Este análisis ha convencido a egiptólogos como Darrell Baker y Janine Bourriau, pero no a otros como Stephen Quirke.
'Aper-'Anati sólo se conoce por un único escarabeo, ahora en el Museo Petrie. En el escarabeo figura el título de Heka-khasut, que se traduce como "Gobernante de las Tierras Extranjeras" y del que se deriva la palabra hicsos. Significativamente, este título estuvo ostentado por los primeros reyes hicsos de la 15.ª dinastía. A partir de esta evidencia, Ryholt sugiere que 'Aper-'Anati pudiera ser el segundo gobernante de la 15.ª dinastía, aunque señala que esta identificación no es segura.
| S38 | X7 | N25 · Z2 | N30 · r | D36 · Aa8 | U33 | i |

hq3 ḫ3 swt ˁpr ˁnt - Heka khasut Aper anat

Gobernante de las Tierras Extranjeras, Potente y Anat.